# Műemlékem.hu
A műemlékem.hu 2008 júniusában indult játék, amelynek célja, hogy épített örökségünket megismerjük, az épületek sorsát figyelemmel kísérjük, s akár új építményekkel bővítsük a hazai védett műemlékek listáját”. Lényege, hogy a regisztrált játékosok felkereshetik Magyarország műemlékeit, melyeknek koordinátáit GPS-sel bemérve és melyekről fényképeket készítve, majd azokat az oldalra feltöltve pontokat szereznek, az évente lezáruló pontverseny győztesei pedig nyereményeket kapnak. A játék egyben közhasznú is, hiszen a fényképek és a beküldött szöveges jelentések alapján a Kulturális Örökségvédelmi Hivatal, valamint a közvélemény folyamatos tájékoztatást kapnak az ország műemlékeinek állapotáról. A KÖH megszűnésével a szakma tájékoztatása informális lett, ám továbbra is a legfontosabb forrás a védett objektumok állapotának megismerésére.
Az oldal indulásához a Kulturális Örökségvédelmi Hivatal (KÖH) a műemlékek adatbázisát, Magyar Geocaching Közhasznú Egyesület a tárhelyet és a lelkes felhasználókat adta. Miután az országosan védett, több mint 11 ezer objektumot néhány hónap alatt azonosították a játékosok, a lista kibővült a helyi (települési szintű) védettséget élvező objektumokkal, az út menti keresztekkel, majd határon túli adatbázis építés vette kezdetét Határeset címmel.
A műemlékem.hu már az indulás után kevéssel elkezdett kibővülni, hogy sokszínű információs portállá váljon. 2009-ben indult magazin rovata, amelyben heti rendszerességgel jelennek meg riportok, cikkek az örökségvédelem (műemlék, régészet, muzeológia) témakörében. 2012-től a portálon található a Közkincs-kereső, Magyarország egyetlen rádiós örökségvédelmi riportműsora hangarchívuma is.
A portál és közössége az évek során több rangos szakmai elismerében részesült.

## Adatbázisok

### Műemlékek
A műemlékem.hu adatbázisában az oldal indulásakor csak az országosan védett műemlékek jelentek meg (több mint 11 000 darab), kiegészítve a regisztrált műemléki érték státuszú építményekkel, a védetté nyilvánítási eljárás alatt levőkkel valamint néhány olyannal, melynek a közelmúltban megszűnt a védettsége.

### Helyi védelemben részesülő építmények
2009 nyarán új listával bővült az oldal adatbázisa: megjelent a helyi (önkormányzati) védettségű objektumok egy része is, mintegy 15 000 darab. Mivel jelenleg sehol sem létezik olyan adatbázis, amiben az összes helyi védettségű építmény benne lenne, ezért ez a lista sem volt teljes. Emiatt hamarosan lehetőség nyílt arra, hogy a játékosok új adatlapokat hozzanak létre olyan építmények számára, melyekről tudomásukra jut, hogy önkormányzati védelemben részesülnek. Ezt a lehetőséget kihasználva mára 21 500 fölé nőtt az adatbázisba bejelentett helyi védettségek száma.

### Keresztek
A műemlékem.hu-n regisztrált játékosok 2009 óta külön pontversenyben, külön adatbázisban gyűjtik össze a Kárpát-medence keresztjeit, feszületeit (azokat, melyek nem síremlékek részei, hanem utak mentén, templomok mellett, szőlőhegyeken állnak). Ebben az úgynevezett keresztes hadjáratban 2013 nyaráig több mint 12 000 jelentés gyűlt össze, melyek között vannak azonos keresztekről készült jelentések, de többsége egyedi, így a bejelentett feszületek száma meghaladja a 10 000-et.

### Határon túli magyar emlékek
2010 végétől kezdve indult a Határeset játék, melynek érdekében újabb, szintén a játékosok által bővíthető adatbázissal bővült az oldal: megjelentek a Kárpát-medence határon túli műemlékei. Ez az adatbázis 2013 nyarán már 2200-nál is több objektumot tartalmazott.

## Kapcsolódó projektek
A portálon van egy fotópályázat is, melyben havonta változó tematika szerint lehet beküldeni az épített örökséggel kapcsolatos fényképeket, melyeket profik értékelnek és a közösség is szavaz a számukra legjobban tetsző képekről.
Emellett egy magazin is indult az oldalon, amelyben a műemlékvédelem és a régészet témaköreiből található olvasnivaló.